# Batalha de Peyrestortes
Na Batalha de Peyrestortes (17 de setembro de 1793) na Guerra dos Pirenéus, os soldados da Primeira República Francesa derrotaram um exército espanhol que havia invadido Roussillon e tentava capturar Perpinhã. O exército espanhol de Antonio Ricardos ocupou parte de Roussillon e fez uma tentativa frustrada de tomar a fortaleza de Perpignan em julho de 1793. No final de agosto, o comandante espanhol enviou duas divisões em uma varredura ao redor do lado ocidental de Perpignan em uma tentativa para isolar a fortaleza e impedi-la de reabastecer. Após um sucesso inicial espanhol, o comandante do exército francês Hilarion Paul Puget de Barbantane, perdeu a coragem e fugiu da área.
Eustache Charles d'Aoust e Jacques Gilles Henri Goguet assumiram o comando e atacaram duas divisões do Exército da Catalunha lideradas por Juan de Courten e Jerónimo Girón-Moctezuma, Marquês de las Amarillas. Os espanhóis foram derrotados e nunca mais avançaram tanto em Roussillon. Após a batalha, o Exército da Catalunha voltou às suas posições originais. Ricardos defendeu com sucesso uma posição espanhola na França durante o restante de 1793. Peyrestortes está localizada a 7 quilômetros (4,3 milhas) a noroeste de Perpignan.